# Huizen

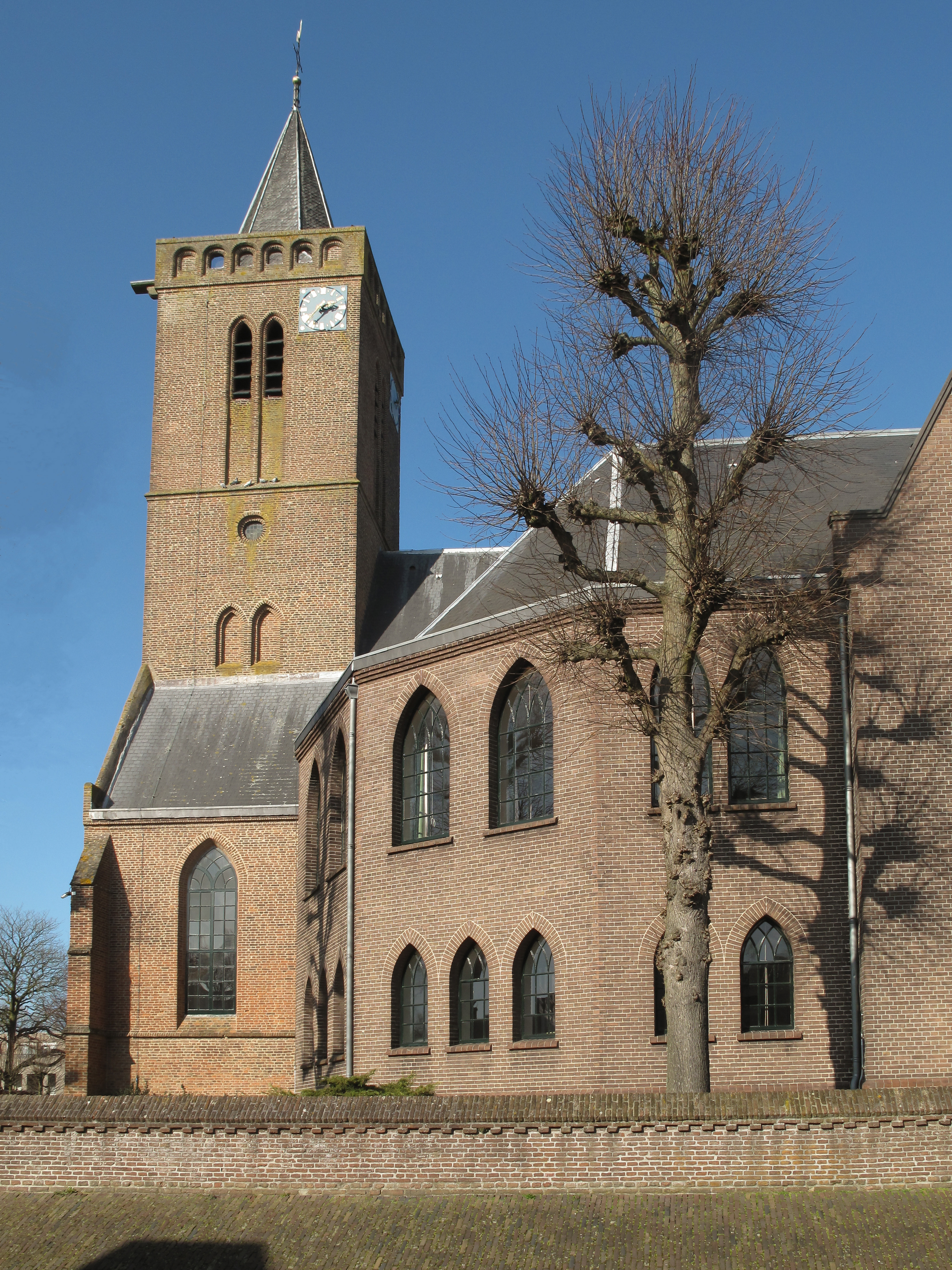
La iglesia: la Oude Kerk

Huizen es un municipio y una localidad de la Provincia de Holanda Septentrional de los Países Bajos.